# Gare de Radlett
La gare de Radlett est dans le district de Hertsmere au comté de Hertfordshire, en Angleterre et se trouve sur la Midland Main Line et est desservie par Thameslink.

## Situation ferroviaire
Établie à 76 mètres d'altitude sur le Midland Main Line (en)  entre les gares de Saint-Albans City et Elstree & Borehamwood.

## Histoire
Il a été construit par le Midland Railway en 1868 sur son extension à St-Pancras. L'intention initiale était de l'appeler Aldenham. Au début du XXe siècle, Walter Phillimore, qui possédait la gare de Radlett, construit un grand nombre de maisons, l'un des premiers « villages de banlieue ».

## Service des voyageurs

### Desserte
L'horaire des trains typiquement :
- 2 par heure vers le nord jusqu'à Bedford
- 2 par heure vers le nord jusqu'à St Albans City
- 4 par heure vers le sud jusqu'à Sutton

Pendant les heures de pointe, il y a des services supplémentaires à Sevenoaks via Bromley South et à St Albans ou Bedford.

Intérieur de la gare
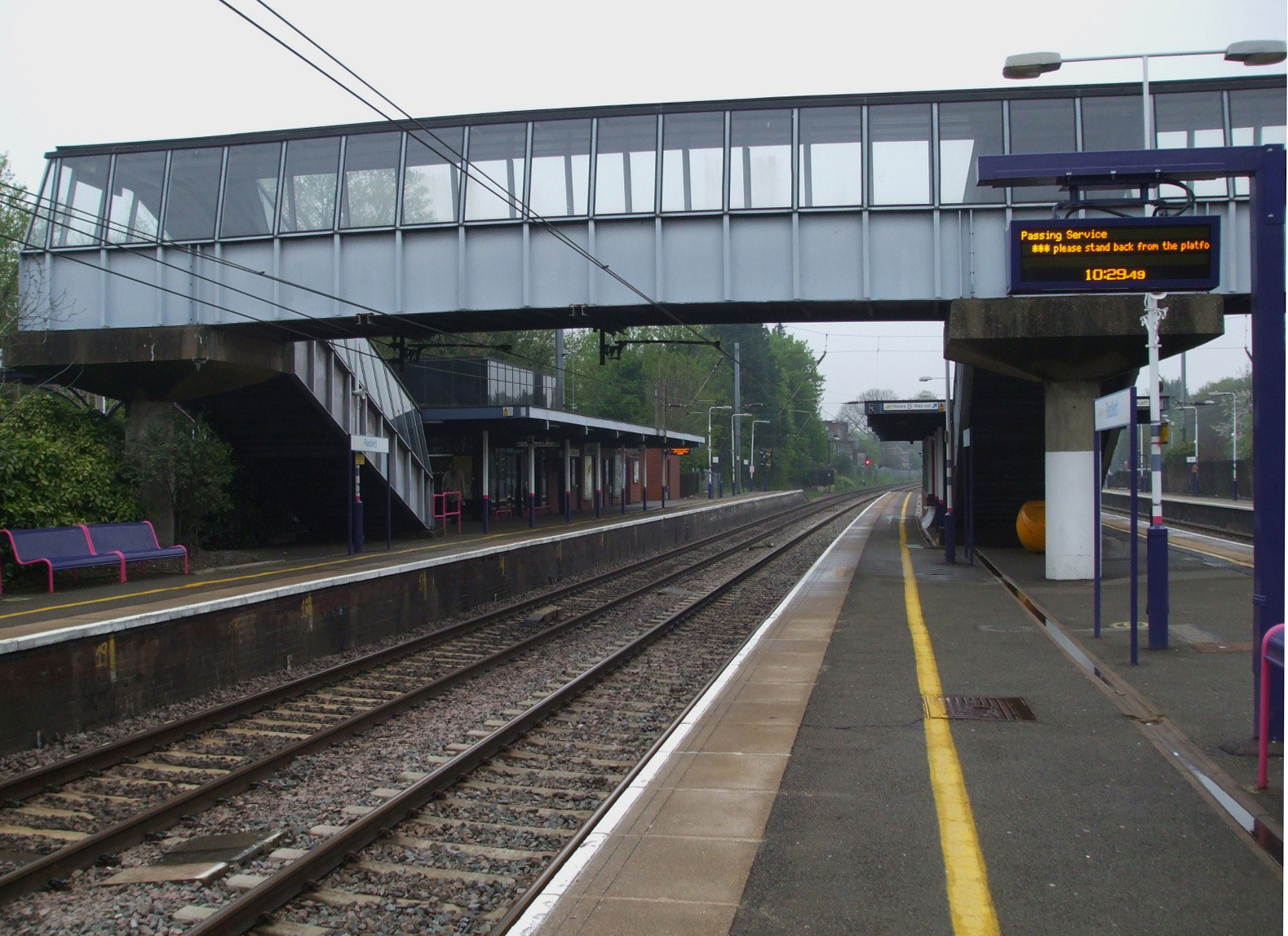
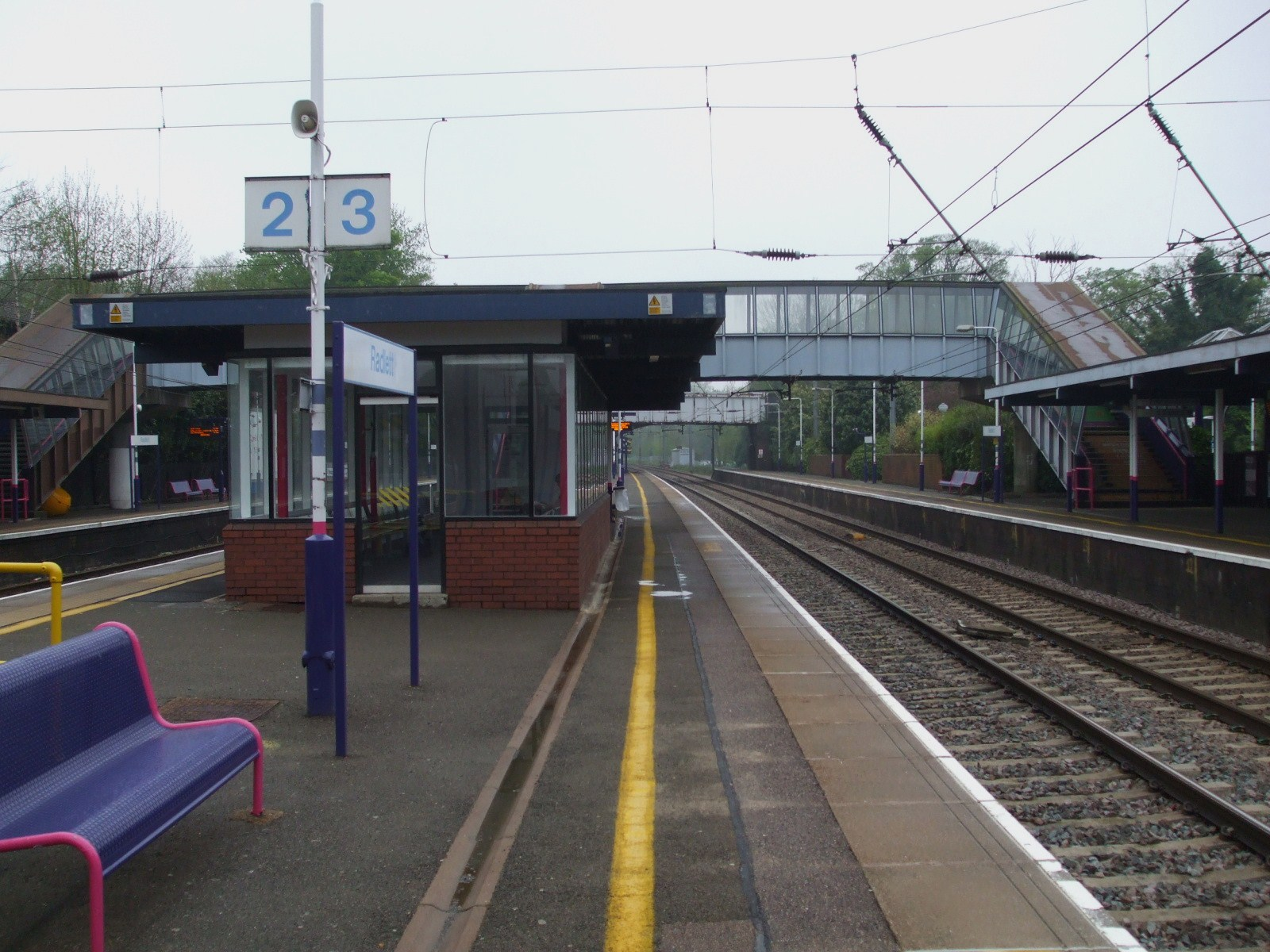